# Svenska Skivklubben
Svenska Skivklubben var ett postorderföretag för grammofonskivor, baserat på Nygatan 16, Brännkyrkagatan 83 till februari 1986 och Tavastgatan 26 B i Stockholm som existerade åtminstone mellan 1959 och juli 1993. I Schibstedkoncernen årsredovisning för 2004 anges ett 51-procentigt innehav i Svenska Skivklubben AB. Enligt kataloger daterade 1961 och 1962, ser det ut som nio företag levererade skivor till klubben vilka kodades så här:
1. DECCA GRUPP Brunswick, London, Decca, Barben, Bigtop
2. EMI GRUPP Odeon, Olympia, Parlophone, Columbia, MGM, Mercury/Emarcy, HMV, Capitol, Riverside, Stateside, Dolton, Liberty, Laurie
3. KARUSELL GRUPP Karusell, Joker, Ariola, Reprise, Top Rank, Impulse[förtydliga], ABC Paramount, Verve
4. KNÄPPUPP GRUPP Knäppupp, Triola, Megafon, Dot, Kapp, Kalifornien
5. METRONOME GRUPP Metronome, Snurr, Barclay, Cadence, Atlantic/Atco, Prestige
6. PHILIPS GRUPP Philips, Fontana, Sonora
7. TELEFUNKEN GRUPP Telefunken, RCA, Warner Brothers, Musica
8. SONET GRUPP Sonet, Gazell, Pep, BFB, Candid, Roulette, Colpix, Storyville, Bel-Air, Scan-Disc